# París-Roubaix 1897

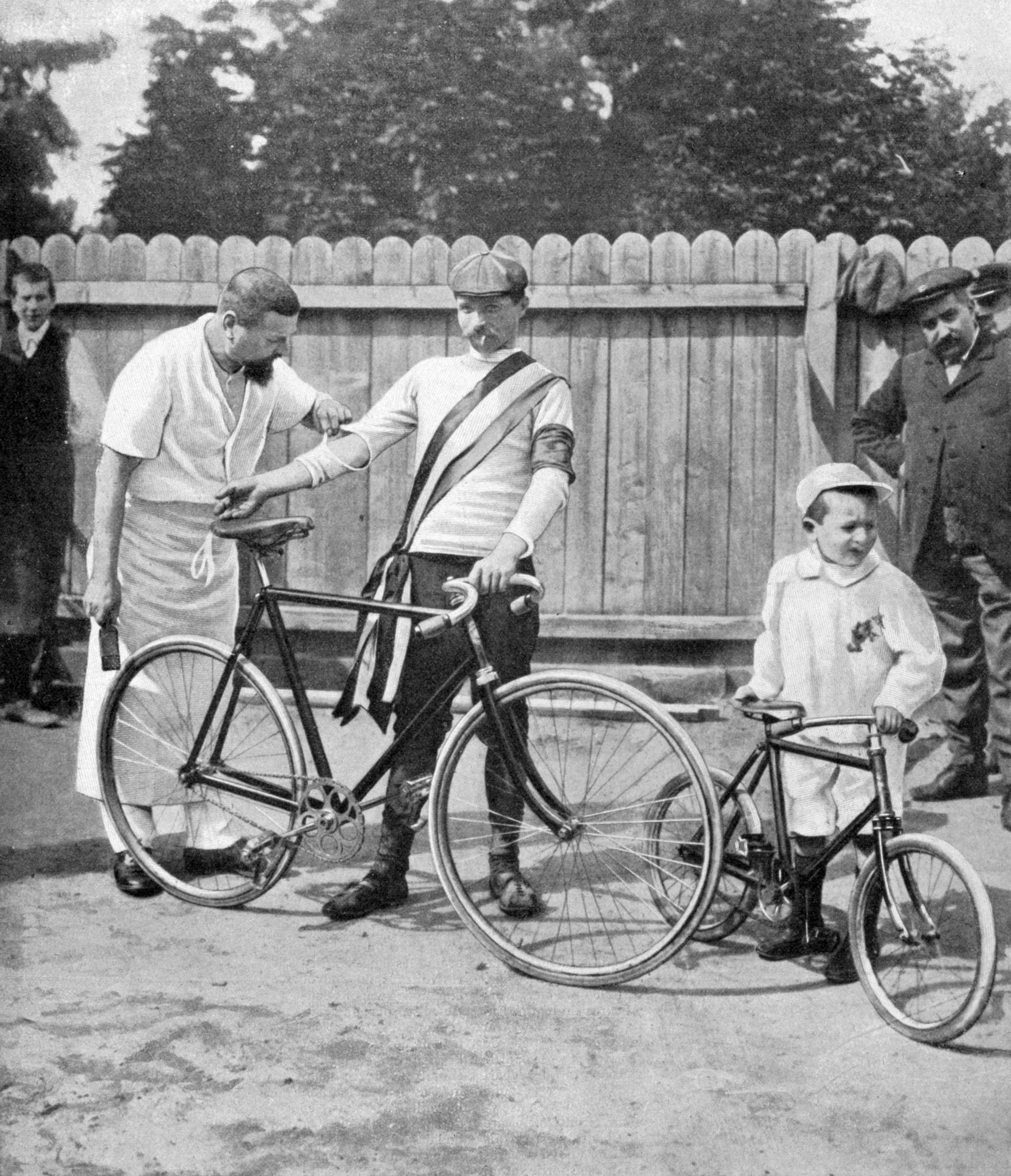
Garin amb el seu fill

La París-Roubaix 1897 fou la 2a edició de la París-Roubaix. La cursa es disputà el 18 d'abril de 1897 i fou guanyada per l'italià Maurice Garin, que s'imposà a l'esprint a Mathieu Cordang.
Van prendre la sortida 57 corredors.

## Classificació final
|    | Ciclista            | Equip | Temps        |
| -- | ------------------- | ----- | ------------ |
| 1  | Maurice Garin       | -     | 9h 57' 21"   |
| 2  | Mathieu Cordang     | -     | m. t.        |
| 3  | Michel Frederick    | -     | + 30' 21"    |
| 4  | Gaston Rivierre     | -     | + 50' 39"    |
| 5  | Jules Cordier       | -     | + 1h 42' 52" |
| 6  | Boinet              | -     | + 1h 43' 03" |
| 7  | Henri Aries         | -     | + 1h 53' 12" |
| 8  | Guillochin          | -     | + 2h 03' 30" |
| 9  | Léopold Trousselier | -     | m. t.        |
| 10 | Marcel Kerff        | -     | + 4h 16' 39" |